# Yabshi Pan Rinzinwangmo
Yabshi Pan Rinzinwangmo, født i Peking i 1983. Hun er det eneste barn af den 10. Panchen Lama. Hun går under navnet "Renji", hun er betegnet som meget vigtigt for tibetansk religion og tibetansk-kinesisk politik. Renji har studeret i Washington D.C.-området i en række år. I 2005 vendte hun tilbage til Kina hvor hun har levet siden. 